# Glodwick
Glodwick is een plaats (component area) in het bestuurlijke gebied Oldham, in het Engelse graafschap Greater Manchester. 